# Madstein (Gemeinde Traboch)
Madstein ist eine Ortschaft und eine Katastralgemeinde in der Gemeinde Traboch im Bezirk Leoben, Steiermark.
Die Ortschaft befindet sich im Liesingtal auf der Höhe des Trofaiacher Beckens. Am 1. Jänner 2024 zählte die Ortschaft 170 Einwohner.